# Rovensko pod Troskami
Rovensko pod Troskami (německy Rowensko bei Turnau) je město v okrese Semily v Libereckém kraji. Včetně částí Blatec, Křečovice 2.díl, Liščí Kotce, Štěpánovice a Václaví v něm žije přibližně 1 400 obyvatel.

## Historie
První písemná zmínka o vsi Rovensko pochází z roku 1374, kdy je zmiňována ves Týn, jako městečko vzniklé pod touto vsí, s níž brzy splynulo, roku 1407. Od konce 15. století se po více než 200 let v okolí těžila železná ruda, obyvatelé se živili broušením českých granátů a jiných polodrahokamů. Neověřené jsou zprávy, že z Rovenska pochází mnoho kamenů zdobících kapli svatého Kříže na Karlštejně a svatováclavskou kapli v chrámu svatého Víta na Pražském hradě.
Roku 1629 nastala velká neúroda a hlad. Podle dopisu, který 13. srpna zaslal úředník panství Gerard Taxis Valdštejnovi „v celém vévodství není ani jediného, kdo by sklidil tolik co zasil“. Když se nezmenšovaly kontribuce a naopak byla zvyšována robota, poddaní v městečku povstali. Současně téhož roku docházelo k násilné rekatolizaci, k níž je do městečka povolán jezuita Matěj Burnatius z Jičína, a tak povstání mělo i charakter protikatolický.
Burnatius si povolal na potlačení povstání pěší a jízdní vojsko z frýdlantské posádky. Rovenští se o tom dozvěděli, a když zvědové zjistili blížící se vojsko, byli zvoněním svoláváni lidé i z okolních vesnic na pomoc. Rovenští se uchýlili k zoufalému odporu, zatarasili a obsadili cesty. Lid ozbrojený zemědělským nářadím vpadl na nepočetné vojsko rázně. Vojáci se smířili se zapálením zvonice, k boji nedošlo a vojsko ustoupilo. Zvony se požárem rozlily a zvonice shořela, při hašení požáru zahynul hrnčíř Václav Jiruda. Když se ozbrojení sedláci dozvěděli, že Burnatius očekává na faře v Libuni oznámení o pokoření Rovenska, vytáhli proti němu. Rozlícení sedláci jej a jeho průvodce, žáka Jana Rokytu ubili na farské zahradě v Libuni. Povstalci pak táhli k Turnovu, ale tentokrát proti nim vyrazilo silnější vojsko z frýdlantské posádky. Vojáci porazili nedostatečně vyzbrojenou, vojensky špatně připravenou a vyhladovělou selskou armádu na kopci Výšinka nad městem Turnov. Sedmnáct pochytaných sedláků mělo být popraveno, avšak život si zachránili na domluvu jezuitů přestupem ke katolické víře. Jen jeden z nich to odmítl a byl popraven.
Na místě vyhořelá zvonice byla v roce 1630 postavena zvonice nová. S ohledem na to, že zvony byly použity k svolání ke vzpouře proti vrchnosti vyústilo v represivní nařízení, kterým hruboskalská vrchnost nařídila za trest otočit zvony dnem vzhůru, aby se na ně nedalo zvonit. Rovenští se snažili příkaz obejít a vyřešili to tak, že asi o půl metru zkrátili táhla, za která se tahávalo provazem, zkrátili i délku srdíček o 15–20 cm a pokusili se zvony uvádět do pohybu šlapáním. Tento způsob zvonění přetrval až dodnes.

### Vystěhování rodin do Brazílie
Zajímavostí v rovenských dějinách je vystěhování několika rodin do Brazílie roku 1893. Po zrušení otroctví totiž Brazílie projevovala zájem o imigranty z Evropy. Rakouské úřady se tomu marně snažily zabránit. Nejpozoruhodnější českou výpravu zorganizovala skupina z Rovenska pod Troskami. V 90. letech se na Turnovsku ocitlo v krizi broušení granátů a zhoršilo se tak postavení mnoha rodin. Někteří spatřovali východisko ve vystěhovalectví. Když se dozvěděli o nabídce brazilské vlády, několik rodin z Rovenska se rozhodlo emigrovat, nakonec však jejich počet dosáhl devadesáti.
Výprava měla v jižní Brazílii vytvořit ohnisko české zemědělské kolonizace. Občané odjeli na několika povozech do Turnova, kde se k nim přidali lidé z Mladoboleslavska. V polovině září přibyli do Hamburku a nalodili se na německý parník Argentina. Když však 9. října vystoupili v Rio de Janeiru, zjistili, že v Brazílii vypukla revoluce a v cestě do Rio Grande do Sul pokračovat nemohou. Někteří se pak dali najmout na práci v Riu, největší skupina odjela do São Paula, do Rio Grande se dostalo jen málo rodin. Ty nemohly udržet český jazyk a přes vytváření českých spolků naši krajané postupně v Brazílii asimilovali.

### Druhá světová válka
Německy se město nazývalo Rowensko bei Turnau. V lednu 1943 byla v Rovensku na plovárně zlikvidována odbojová výsadkářská skupina Antimony.
Dne 10. května 1945 došlo ve městě k masakru německých civilistů, odzbrojených vojáků, žen i dětí. Sověti a místní obyvatelé zde bez soudu postříleli 365 Němců.
V místní škole probíhal jakýsi soud nad Němci. Během poprav se podařilo jednomu příslušníku SS uprchnout. V následné přestřelce a potyčce zastřelil ruského partyzána Ivana Karloviče Nelipoviče. To rozběsnilo vojáky Rudé armády, partyzány i revoluční gardisty a vedlo k masakru 365 civilistů. Do davu běženců střílel v podstatě každý, kdo měl zbraň, a to včetně přítomných občanů Rovenska. Němci, kteří se ještě hýbali, byli následovně nemilosrdně doráženi kulkou do hlavy.

## Obyvatelstvo
| Rok            | 1869  | 1880  | 1890  | 1900  | 1910  | 1921  | 1930  | 1950  | 1961  | 1970  | 1980  | 1991  | 2001  | 2011  | 2021  |
| -------------- | ----- | ----- | ----- | ----- | ----- | ----- | ----- | ----- | ----- | ----- | ----- | ----- | ----- | ----- | ----- |
| Počet obyvatel | 2 082 | 1 964 | 2 156 | 2 143 | 2 140 | 1 986 | 1 708 | 1 293 | 1 360 | 1 129 | 1 107 | 1 063 | 1 097 | 1 097 | 1 108 |
| Počet domů     | 350   | 388   | 373   | 373   | 375   | 390   | 377   | 376   | 394   | 337   | 333   | 392   | 394   | 408   | 408   |

## Části města
- Rovensko pod Troskami
- Blatec
- Křečovice 2.díl
- Liščí Kotce
- Štěpánovice
- Václaví

Od 1. července 1979 do 31. srpna 1990 k městu patřila i Ktová.

## Pamětihodnosti

### Kostel svatého Václava

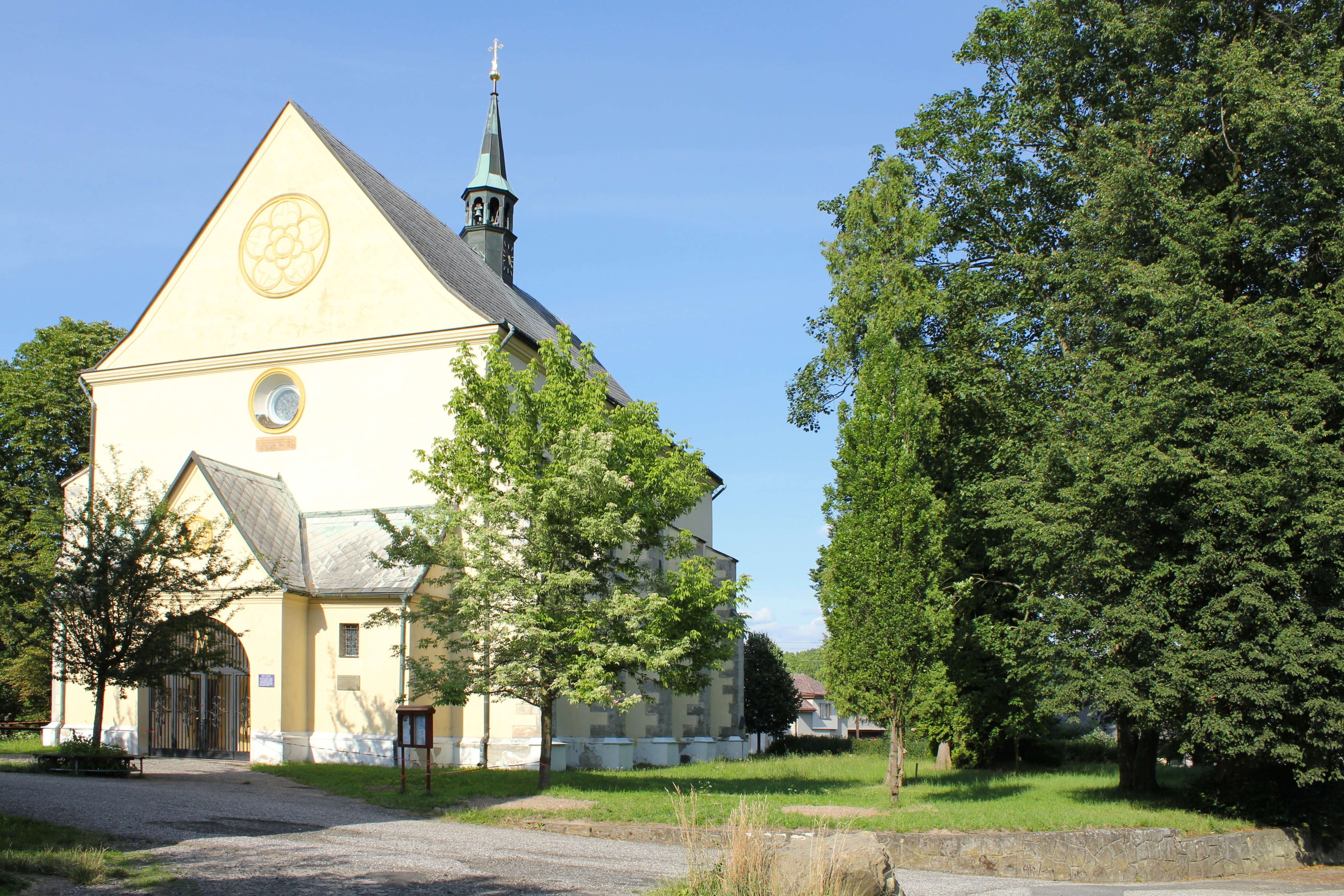
Kostel svatého Václava

Kostel svatého Václava na Týně je postaven z hruboskalského pískovce. Původní je gotický presbytář s pěti okny z poloviny 14. století, loď byla přestavěna goticko-renesančně v 16. století, kdy byla k severnímu boku lodi přistavěna i sakristie, mladší je předsíň v průčelí. Loď má rozměry 19 × 12 metrů, presbytář 9 × 7 metrů. V kostele je rodová hrobka Smiřických, leží v ní i zakladatel rodu Zikmund.

### Zvonice

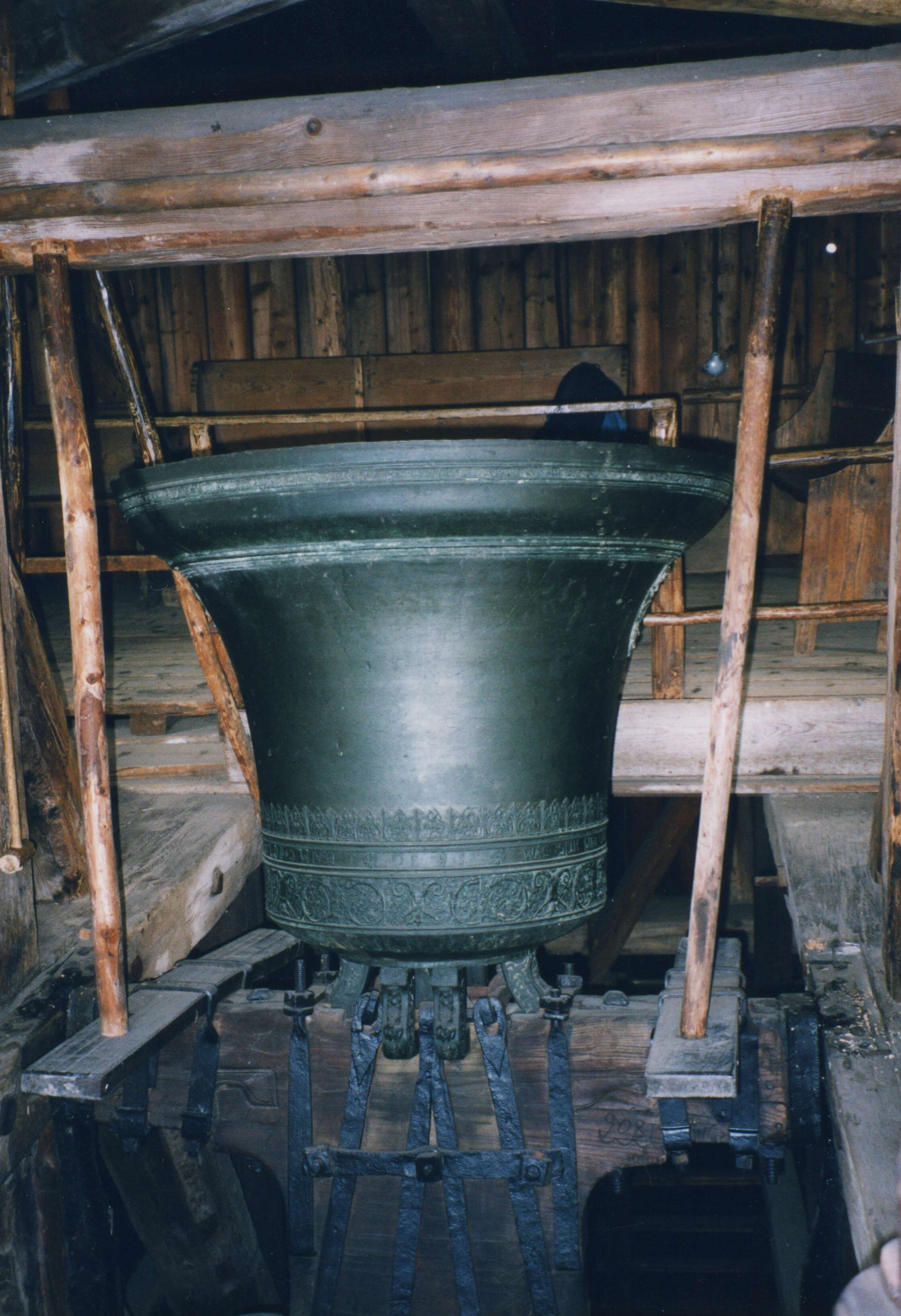
Zvon v rovenské zvonici

Dřevěná zvonice z roku 1630 připomíná zmíněné povstání sedláků proti robotním povinnostem a náboženskému útisku z roku 1629. Vznikla na místě starší, pravděpodobně ze 16. století, která byla zapálena vojáky za povstání. Zvonice je dole osmiboká, mohutná a rozložitá, věž je čtyřboká. Stavba má nízkou stanovou střechu. Unikátem v Česku (s výjimkou zvonice v Kouřimi) jsou zvony obrácené srdcem vzhůru. Jsou rozhoupávány šlapáním, trojice zvonů je sladěna a vyžaduje zvonění v jistém rytmu, což si vyžadovalo zapojení čtyř zvoníků. Dva zvony byly ulity roku 1630, třetí roku 1639. Váží 1500, 1200 a 600 kg a nikdy nebyly zrekvírovány! Proč byly ve skutečnosti obráceny, se přesně neví. Dle tradice proto, aby připomínaly povstání 1629, dle jiné, že to bylo „na husitský“ způsob.

### Další pamětihodnosti
- Městské muzeum na náměstí – expozice zaměřená na broušení kamenů
- Empírový silniční most se sochou svatého Jana Nepomuckého
- Sloup se sochou Panny Marie na náměstí
- Sousoší Rozhovor na náměstí
- Socha svatého Václava u nádraží
- Busta Svatopluka Čecha

## Osobnosti
- Jan Křtitel Drbohlav (1811–1877), kněz
- Vincenc Drbohlav (1861–1937), kněz
- František Bubák (1866–1925), botanik a pedagog
- Václav Leitensdorfer (1913–1984), radiotelegrafista a palubní střelec 311. československé bombardovací perutě RAF